# PG 0052+251
PG 0052+251 ou LEDA 3235 est une galaxie spirale située dans la constellation des Poissons à 1,4 milliard d'années-lumière,. Cette galaxie active est le siège d'un quasar bleu bien étudié. La galaxie en elle-même apparaît ne pas être perturbée par les importantes radiations qu'émet le quasar en son centre, ce qui peut paraître surprenant.